# Auguste Pontenier
François Étienne, dit Auguste Pontenier (né le 1er juin 1820 à Moulins et mort le 8 avril 1888 à Paris 16e) est un graveur et lithographe français.

## Biographie
Élève d'Edmond Tudot, Pontenier travaille au magazine Le Magasin pittoresque puis pour les éditions Mégard.
On compte Louis Félix Bescherer parmi ses élèves.

## Œuvres

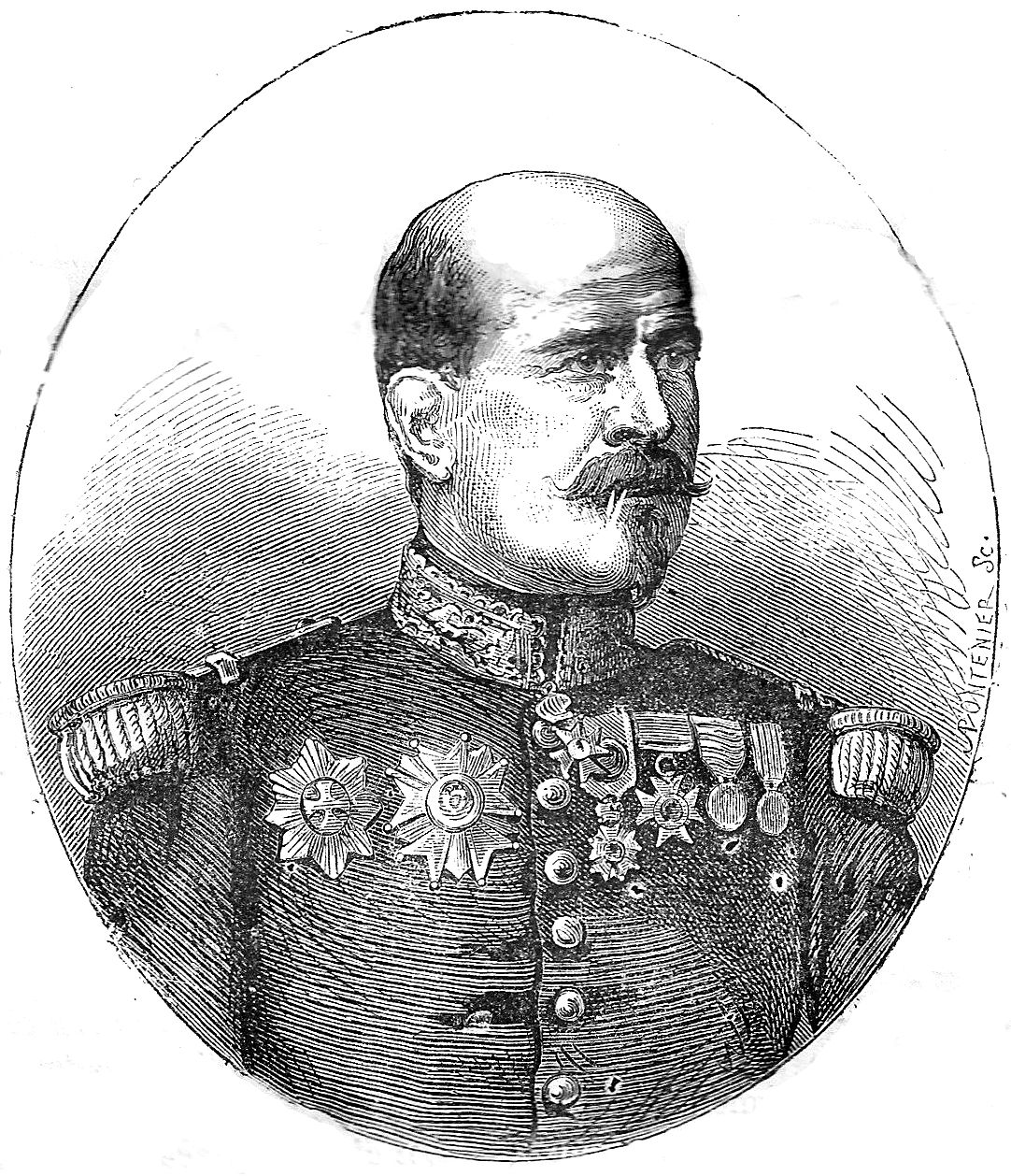
Le général Trochu, gravure d'Auguste Pontenier de 1879.

- Histoire de Danemark et de Norvège d'après les Historiens les plus estimés continuée jusqu'à nos jours, 1858.
- Les Émigrants, 1861.
- Abécédaire ou rudiment d'archéologie. Architectures civile et militaire, 1869.
- Abécédaire ou rudiment d'archéologie : avec un aperçu sur les temps préhistoriques. Ère gallo-romaine, 1870.
- Le sac d'un écolier, 1888.
- Recueil factice de l'œuvre de plusieurs graveurs du XIXe siècle. Paris-miniature, vues de Rome, d'Italie, d'Espagne, etc.